# Narcisme

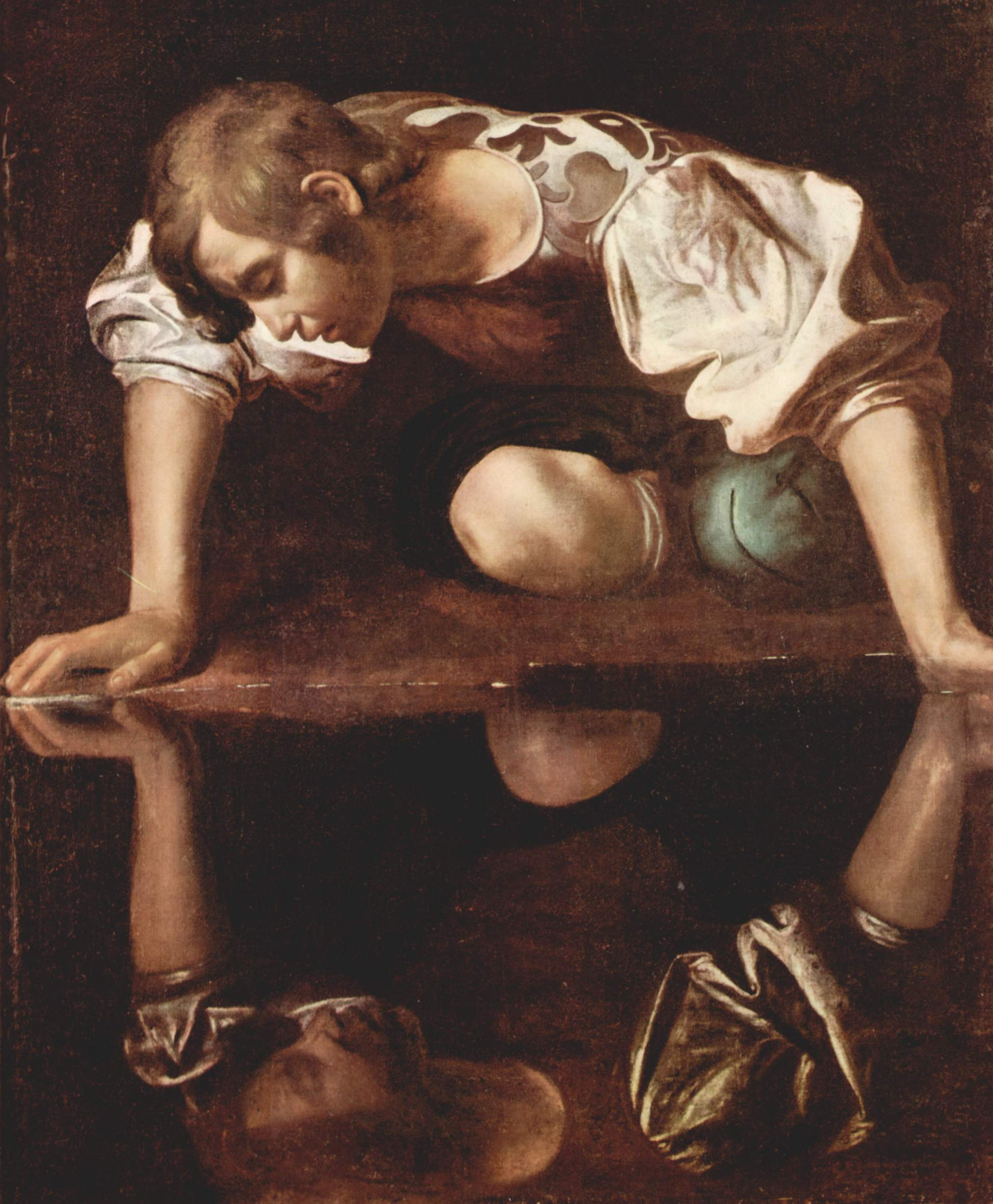
Narcissus verliefd op zijn spiegelbeeld (1594-1596), Caravaggio (1573–1610)

Narcisme is gedrag dat wordt gekenmerkt door een overmatige focus op de eigen persoon en het eigen imago, egoïsme, fantasieën over invloed en macht, een niet-realistisch zelfbeeld en een gebrek aan gemeende empathie. Iemand die narcistisch gedrag vertoont, wordt een narcist genoemd. De ernstigste vorm ontstaat als het gedrag zich ontwikkelt tot een narcistische persoonlijkheidsstoornis, de pathologische vorm van narcisme. Een diagnose hiervoor kan volgens de DSM pas worden gesteld, wanneer het dagelijks functioneren van de persoon zelf er hinder van ondervindt.  Het is echter vaak de omgeving van de narcist, en niet de persoon zelf, die last heeft van het gedrag. Narcisme maakt met machiavellisme en psychopathie onderdeel uit van de duistere drie.
Narcisme werd genoemd naar de figuur Narcissus uit de Griekse mythologie. Narcissus wees volgens het verhaal alle romantische avances af en werd als straf verliefd op zijn eigen spiegelbeeld.

## Begripsvorming
Samuel Taylor Coleridge refereerde met de term in 1822 aan bovenmatige zelfbewondering.
Alfred Binet was in 1887 de eerste wetenschapper die refereerde aan het verhaal van Narcissus in een artikel over seksueel fetisjisme.
Havelock Ellis gebruikte in 1898 de term narcissus-achtig (narcissus-like) voor de seksuele zelfbewondering die vooral bij vrouwen op zou treden. Ellis stuurde dit artikel op naar Paul Näcke die daarop in 1899 de term narcisme gebruikte.
Het begrip werd bekend door Sigmund Freud die het overnam uit een artikel van Näcke. In een omstreden studie over Daniel Paul Schreber stelde Freud dat narcisme een fase was in de kinderseksualiteit en gezien de keuze voor het eigen geslacht ook homoseksualiteit. De volgende ontwikkeling is dan die tot heteroseksualiteit, afgezien van de later gemanifesteerde homoseksuelen zich nooit zouden hebben bevrijd van de behoefte aan hun eigen genitaliën. In 1914 schreef Freud als reactie op Carl Jung en Otto Rank aan dat narcisme mogelijk een bredere toepassing had dan alleen het verklaren van homoseksualiteit en ook van toepassing kon zijn op schizofrenie.
Freud doelde met narcisme vooral op mensen die hun energie te veel aan zichzelf en te weinig aan anderen besteden. Verliefd zijn op jezelf, te veel eigenliefde, anderen gebruiken om jezelf aan je trekken te laten komen, niet een ander beminnen, maar vooral zelf bemind willen worden, daar ging het volgens Freud over. Deze nadruk op eigenliefde is altijd blijven bestaan, en in de loop der jaren zijn er meerdere kenmerken bij gekomen.
Freud verloor daarna zijn aandacht voor narcisme. In 1971 leverde Heinz Kohut een belangrijke bijdrage aan het begrip narcisme en zelfpsychologie, waarbij narcisme een gevolg zou kunnen zijn van een slechte hechting op jonge leeftijd.
In de psychoanalyse wordt narcisme beschouwd als een normale fase in de ontwikkeling van kinderen. Secundair narcisme treedt op na de puberteit.
Filosoof Fabrice Midal hekelt van zijn kant krachtig de huidige interpretatie van de mythe, die hij beschouwt als een verraad aan de tekst van Ovidius. Volgens hem is de behoefte om van jezelf te houden geleidelijk aan veroordeeld door het gebod van hedendaagse westerse samenlevingen om zichzelf te vergeten en de tijd te rationaliseren om meer te produceren. Het personage van Narcissus daarentegen nodigt ons uit om de tijd te nemen om in onszelf te kijken, om via schoonheid de diepe betekenis van ons bestaan te zoeken.
Jacqueline Kelen, mythologe, ontwikkelt een analyse die lijkt op die van Fabrice Midal.

## Gevoel van eigenwaarde
Op het eerste gezicht heeft een narcist een sterk gevoel van eigenwaarde en straalt zelfvertrouwen uit. Het tegendeel is waar. Narcisten hebben onbewust, juist een te slecht zelfbeeld en overcompenseren dit door zich als beter of belangrijker dan anderen voor te doen en geloven daar zelf in. Zij voelen zich superieur en vinden zichzelf belangrijk. Dit is de narcistische paradox.
Om zich te beschermen tegen kritiek heeft een narcist te weinig aandacht voor de mening of gevoelens van anderen en een onderontwikkeld inlevingsvermogen. Een narcistische persoonlijkheid levert problemen op bij functies waarin contact tussen werknemers belangrijk is.
De sociale verhoudingen binnen een bedrijf worden benadeeld door de eis om respect en bewondering. De werksfeer kan door manipulatief gedrag worden verslechterd.

## Kernsymptomen
De kernsymptomen van narcisme zijn: een instabiele basis, zichzelf opblazen, gebrek aan wederkerigheid in contact met anderen en afstoten van gelijkwaardige relaties. Deze vier symptomen vormen een vicieuze cirkel, de narcistische cirkel. Deze eigenschappen versterken elkaar en verergeren.
Narcisten voelen zich verheven boven anderen, zoeken voortdurend naar bewondering en erkenning en willen dat ook bevestigd zien, daarnaast hebben ze een overdreven kleurrijk zelfbeeld. Een instabiele basis wordt gekenmerkt door wantrouwen en het niet kunnen aangaan van duurzame gelijkwaardige relaties.

## Mogelijke oorzaken
Narcisme wordt misschien veroorzaakt door een biologische kwetsbaarheid, waarbij een gebrek aan serotonine en/of te veel cortisol een rol spelen. 
Ook is een mogelijke oorzaak een jeugd waarin ouders of verzorgers wegvallen in de hechtingsfase of zich slecht afstemmen op de emotionele behoefte van hun kind, bijvoorbeeld met verwennen, te toegeeflijk zijn naar de grillen en eisen van het kind, als slechte vervanging van persoonlijke aandacht geven. Het kind voelt zich ontkend, te weinig gezien. Het kind probeert met narcistisch gedrag erkenning af te dwingen.
Te sterke minderwaardigheidsgevoelens kunnen worden verdrongen door zichzelf belangrijk te maken.
Psychiaters Sandy Hotchkiss en James F. Masterson identificeerden de volgende zeven hoofdkenmerken van narcisme:
1. Schaamteloosheid: narcisten zijn vol van zichzelf en openlijk schaamteloos; ze zijn emotioneel niet gebonden aan de behoeften en de wensen van anderen. Narcisten verkiezen schuld boven schaamte, omdat schuld hen toelaat hun acties van zichzelf te scheiden - het zijn alleen hun acties die verkeerd zijn, terwijl hun intentie goed is. Ook kan de schuld op anderen of omstandigheden worden afgeschoven.
2. Magisch denken en projectie: narcisten zien zichzelf als perfect, hoewel ze soms strategisch zullen beweren van niet. Met behulp van vervorming, illusie (magisch denken) en het via projectie dumpen van schaamte bij anderen (blame shifting) houden ze dat zelfbeeld ook in stand.
3. Arrogantie: narcisten blazen hun eigenwaarde buitenproportioneel op door anderen te kleineren en te vernederen, hetzij in rechtstreekse communicatie, hetzij in communicatie over anderen.
4. Afgunst: narcisten gunnen anderen geen sociale erkenning van hun kwaliteiten. Als anderen erkenning krijgen, stellen narcisten hun gevoel van superioriteit veilig door minachting te gebruiken en de prestaties van anderen te minimaliseren.
5. Aanspraak: omdat ze zichzelf als bijzonder beschouwen menen narcisten aanspraak te kunnen maken op een speciale behandeling en speciale gunsten. Als dat niet gebeurt wordt dat als aanval op hun superioriteit beschouwd. Wie hen onvoldoende bewondert wordt beschouwd als vreemd of moeilijk. Het kan leiden tot wat Freud narcistische verwonding noemde, wat zich op zijn beurt kan uiten in aanvallen van narcistische woede.[14]
6. Exploitatie: narcisten gebruiken anderen zonder rekening te houden met hun gevoelens of interesses. Vaak bevindt de andere persoon zich in een onderdanige positie waar weerstand moeilijk of zelfs onmogelijk is, of wordt hij of zij door de narcist in deze positie gemanoeuvreerd. Dergelijke exploitatie kan leiden tot vele kortstondige relaties.
7. Slechte grenzen: narcisten erkennen niet dat anderen geen verlengstukken zijn van zichzelf. Anderen bestaan enkel om aan hun behoeften te voldoen. Van de anderen wordt bewondering geëist en verwacht dat ze de eigenwaarde en gevoel van superioriteit van de narcist voeden (cf. de term narcissistic supply). Zij worden behandeld alsof ze deel uitmaken van de narcist. In de geest van een narcist is er dus geen grens tussen hem- of haarzelf en de ander.

## Typen narcisme
In de literatuur wordt gesproken van verschillende typen narcisme: primair en secundair, introvert en extravert, kwetsbaar en grandioos, dikke en dunne huid, verborgen en openlijk, verlegen – arrogant - wreed, en psychopathisch – exhibitionistisch- masochistisch narcisme.
Uit wetenschappelijk onderzoek over narcistische symptomen blijkt dat er bewijs is voor een kwetsbaar of naar binnen gekeerd karaktertype dat ervan uitgaat dat hij er in het leven alleen voor staat (depressief narcisme), en een grandioos of naar buiten gericht type dat ervan uitgaat dat andere mensen er zijn om te gebruiken (angstig narcisme). Een depressieve narcist is solistisch, vermijdt contacten en ruimt anderen uit de weg wanneer hij vindt dat ze hem voor de voeten lopen. Een angstige narcist spant anderen voor zijn karretje, doet paniekerig wanneer ze dat niet willen en dumpt ze zodra ze er wat hem betreft niet meer hard genoeg aan trekken.
Angstig en depressief narcisme kan ook gecombineerd voorkomen.

## Stoornis

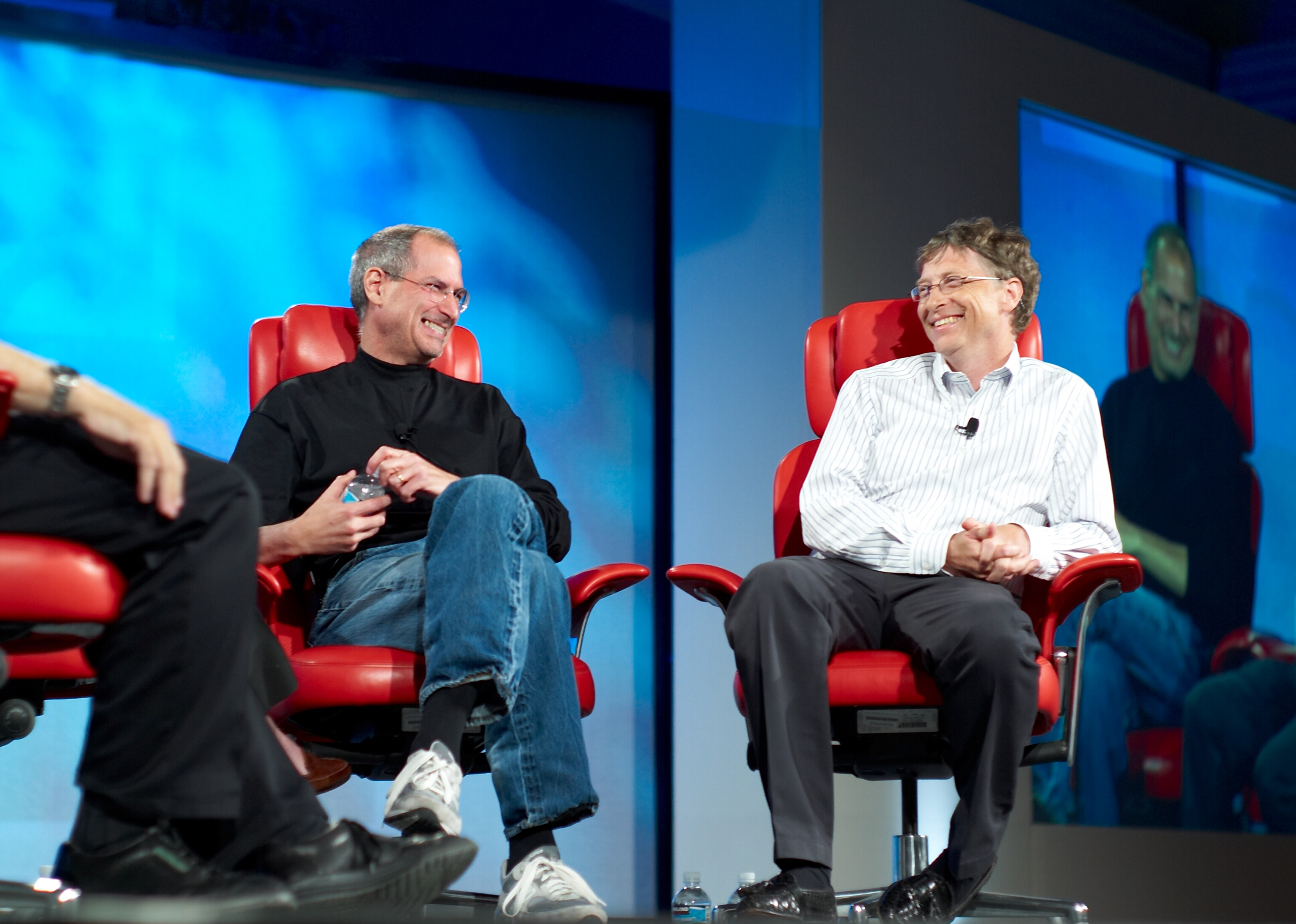
Volgens verscheidene psychologen had Steve Jobs (hier met Bill Gates) CEO van Apple, een narcistische persoonlijkheidsstoornis.

In iedereen zijn narcistische eigenschappen te vinden. ls iemands gedrag hier te sterk door bepaald, dan ontstaan er problemen met de omgeving. Worden de problemen extreem en onoverkomelijk, ontstaat een psychische aandoening, in de vorm van een narcistische persoonlijkheidsstoornis.
Vaak is het zo dat iemand met een narcistische persoonlijkheidsstoornis zich niet bewust is van haar/zijn abnormaal gedrag, maar ook wanneer dit door zichzelf herkend wordt, zullen ze dat gedrag ontkennen. De waarneming is verstoord door de psychische afwijking en creëren ze hun eigen realiteit waar feiten al dan wel of niet zijn gebeurd.
Ook betekent een narcistische persoonlijkheidsstoornis dat genezing onwaarschijnlijk is. De lijder duldt geen kritiek en wil geen hulp, de ziekte is in een kwaadaardige cirkel beland.

## Behandelen van narcisme
Een narcist heeft geen ziektebesef en vraagt daarom niet om hulp. Wanneer zij/hij om andersoortige redenen in therapie belandt, bijvoorbeeld door relatieproblemen is er wel hulp mogelijk. Vooral cognitief gedragstherapeutische technieken zijn dan geschikt. Voorbeelden zijn: schematherapie, oefeningen om de instabiele basis te hanteren, minder opgeblazen en meer wederkerig te reageren, en om anderen minder af te stoten.

## Gevolgen voor omgeving
Mensen die langdurig te maken hebben met het narcistische gedrag van een ander, waarbij er sprake is van psychische mishandeling door de narcist, hebben een verhoogd risico op het ontwikkelen van een complexe posttraumatische stressstoornis.

## Een narcistische tijd
Wetenschappelijk onderzoek uit 2012 stelt dat de mensheid zich in een bijzonder narcistische tijd bevindt en dat narcisme zich als een epidemie verspreidt. Volgens het onderzoek neemt de mate waarin mensen hoog scoren op vragenlijsten over narcisme steeds meer toe en is dat te wijten aan onder meer de opkomst van sociale media.

## Narcisme in oude en hedendaagse literatuur
- Ovidius Metamorfosen 3.341-510
- Pausanias (8.29.4 en 9.31.6)
- Plinius Naturalis historia 21.75
- Hans Christian Andersen De sneeuwkoningin
- Pauline van de Ven Het verhaal van de bamboesnijder